# Anna Mitgutsch
Anna Mitgutsch (née le 2 octobre 1948 à Linz) est une écrivaine autrichienne. Elle est parfois nommée Waltraud Anna Mitgutsch. 
Anna Mitgutsch étudie la littérature allemande et anglaise à l'Université de Salzbourg. À l'origine catholique romaine, Mitgoutsch se convertit au judaïsme et travaille dans un kibboutz en Israël. Elle enseigne à l'Institut d'études américaines de l'Université d'Innsbruck puis, en Angleterre, à l'Université de Hull et à l'Université d'East Anglia. Elle enseigne encore pendant un an à Séoul, en Corée du Sud, puis dans des collèges et universités aux États-Unis, à partir de 1979. En 1985, Mitgutsch retourne en Autriche, à Linz, et partage son temps entre cette ville et Boston. 
Son premier roman est Die Züchtigung (traduit en français La Trique, 1985). Elle publie ensuite Das andere Gesicht en 1986, Ausgrenzung en 1989 et, en 1992, In fremden Städten. Ses romans traitent d'individus qui éprouvent des difficultés à s'intégrer dans une société qui leur est indifférente ou hostile. Son travail explore également les liens entre le présent et le passé. Plusieurs de ses romans ont été traduits. Les romans de Mitgutsch sont réputés pour mettre le lecteur mal à l'aise. 

## Récompenses
- Brüder-Grimm-Preis der Stadt Hanau (1985)
- Prix culturel de l'État de Haute-Autriche (1986)
- Prix Claassen-Rose (1986)
- Prix de la ville de Bozen (1990)
- Prix Anton Wildgans (1992)
- Prix du Ministère fédéral autrichien de la littérature et des arts (1995)
- Solothurner Literaturpreis (2001)[5]